# دوغ غرانت (لاعب كرة قدم)
دوغ غرانت (بالإنجليزية: Doug Grant)‏ هو لاعب كرة قدم بريطاني في مركز نصف الجناح، ولد في 10 يناير 1938 في إلغين في المملكة المتحدة. لعب مع إلغين سيتي ‏.